# قلقیلیه
قلقیلیه (به لاتین: Qalqilya) مرکز استان قلقیلیه در کرانهٔ غربی رود اردن قرار دارد.

## خواهرخوانده
- مولهایم آن در رور، آلمان

## یادبود صدام حسین
در ۲۰ اکتبر ۲۰۱۷، نام یکی از بلوارهای شهر به نام صدام حسین تغییر کرد و یادبود صدام حسین با حضور استاندار قلقیلیه نصب شد.
بر روی این یادبود، عبارت «سید الشهداء العصر» و نیز «فلسطین عرب از رود تا دریا» نوشته شده که صدام آن را در اشاره به جنبش آزادسازی فلسطین و به‌عنوان شعار به کار می‌برد.